# Girouette (transport en commun)
 (septembre 2013).
Si vous disposez d'ouvrages ou d'articles de référence ou si vous connaissez des sites web de qualité traitant du thème abordé ici, merci de compléter l'article en donnant les références utiles à sa vérifiabilité et en les liant à la section « Notes et références ».
Pour l'instrument de météorologie, voir Girouette.

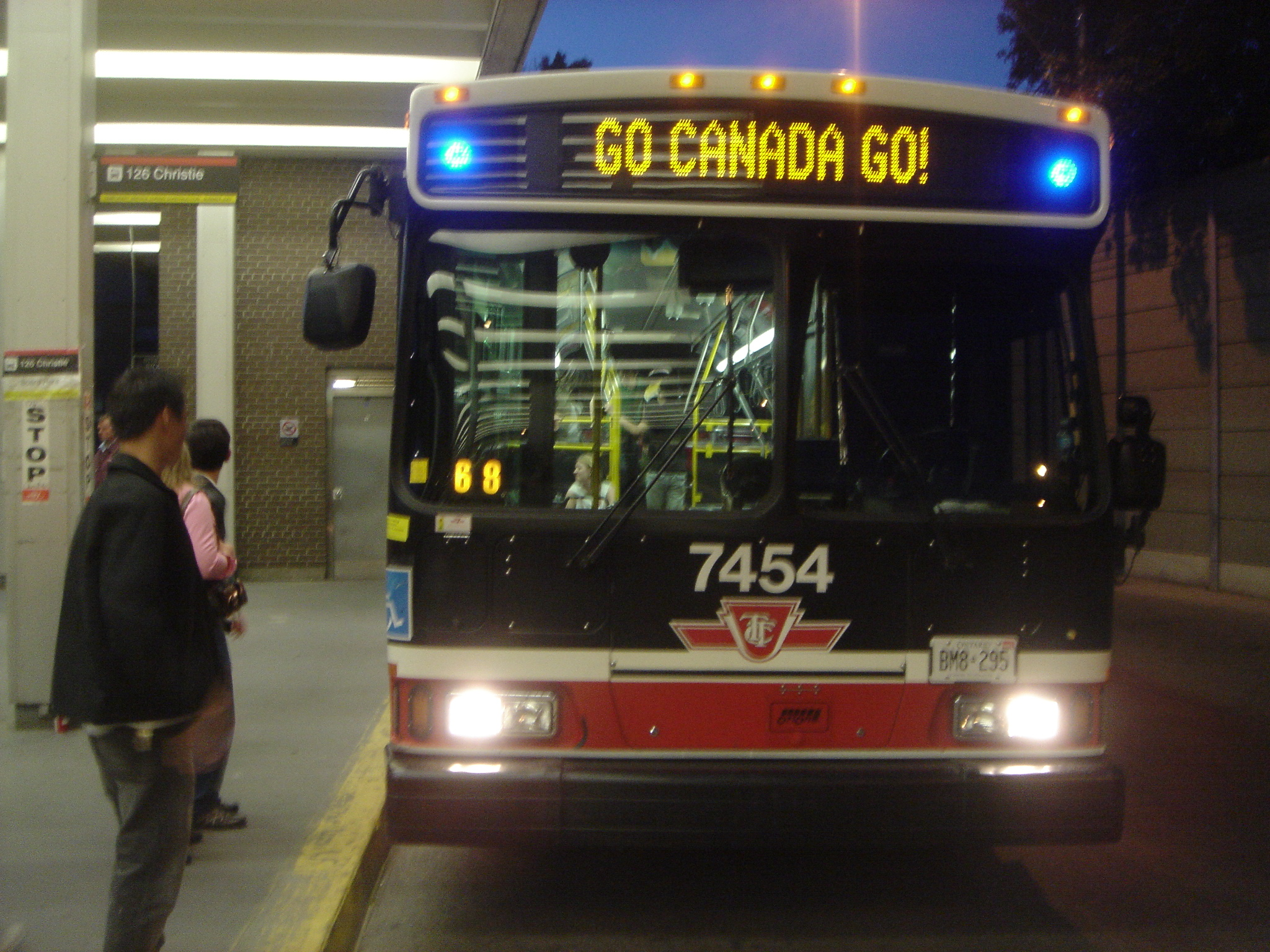
Vue d'une girouette avant d'un bus modifiée à l'occasion du Canada Day (fête nationale du Canada) à Toronto

Dans le domaine des transports en commun, une girouette est un dispositif d'information des véhicules de transport (métro, tramway, bus, cars...) indiquant généralement le numéro et la destination de la ligne.
Les appareils sont généralement au nombre de trois par véhicule, mais il est possible d'en trouver seulement deux ou plus de trois : 
- le premier se situe à l'avant, au-dessus du pare-brise ;
- le deuxième se trouve sur le côté où les voyageurs montent, près de la porte avant, légèrement en hauteur ;
- le troisième se trouve à l'arrière.

## Types

### Bandeau

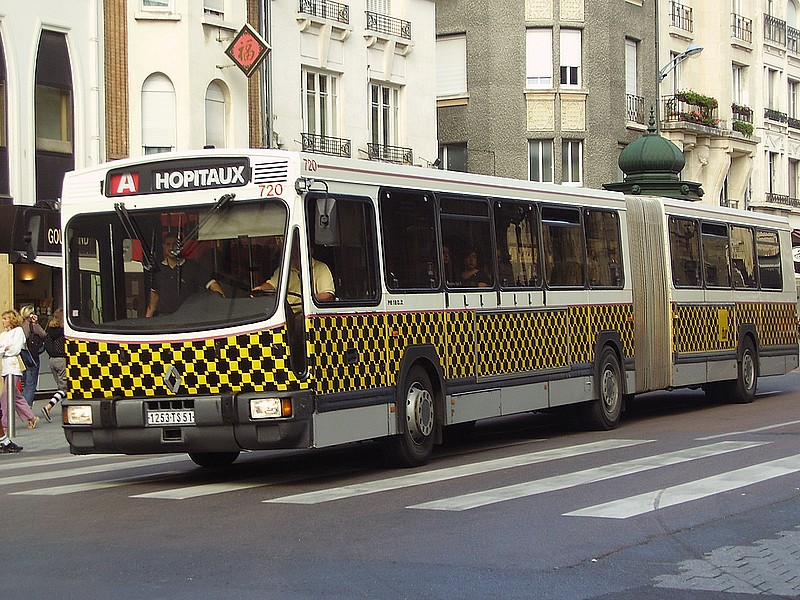
Girouette à bandeau.

Les girouettes à bandeau se composaient d'un ou deux bandeaux sur lesquels étaient imprimées les informations à afficher. La modification de ces informations se faisait en enroulant ou en déroulant le bandeau jusqu'à arriver sur la portion de rouleau adéquate. Ce mouvement pouvait être réalisé par le conducteur avec une petite manivelle, ou grâce à un moteur électrique. 
Le plus souvent, seule la girouette avant était pilotée de cette façon, les girouettes latérale et arrière étant formées de plaquettes ou de bandeaux amovibles.
Elles étaient assez répandues jusqu'aux années 1990. Depuis lors, elles ont quasiment disparu.

### Pastilles

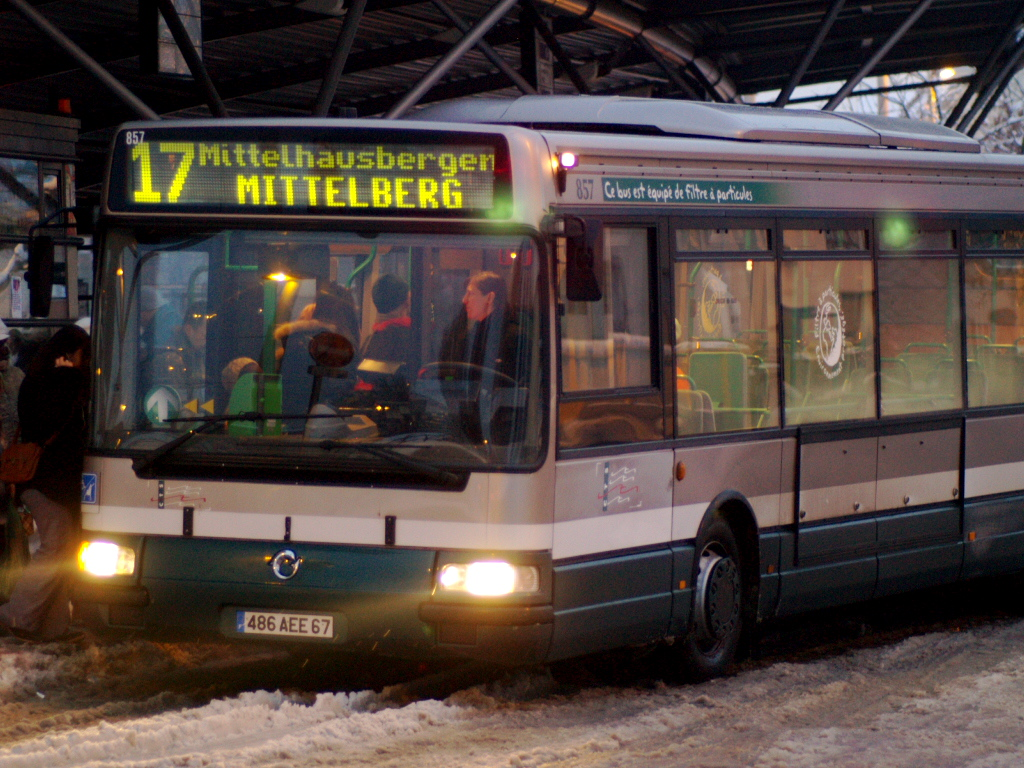
Girouette à pastille d'un bus de la CTS (Strasbourg).

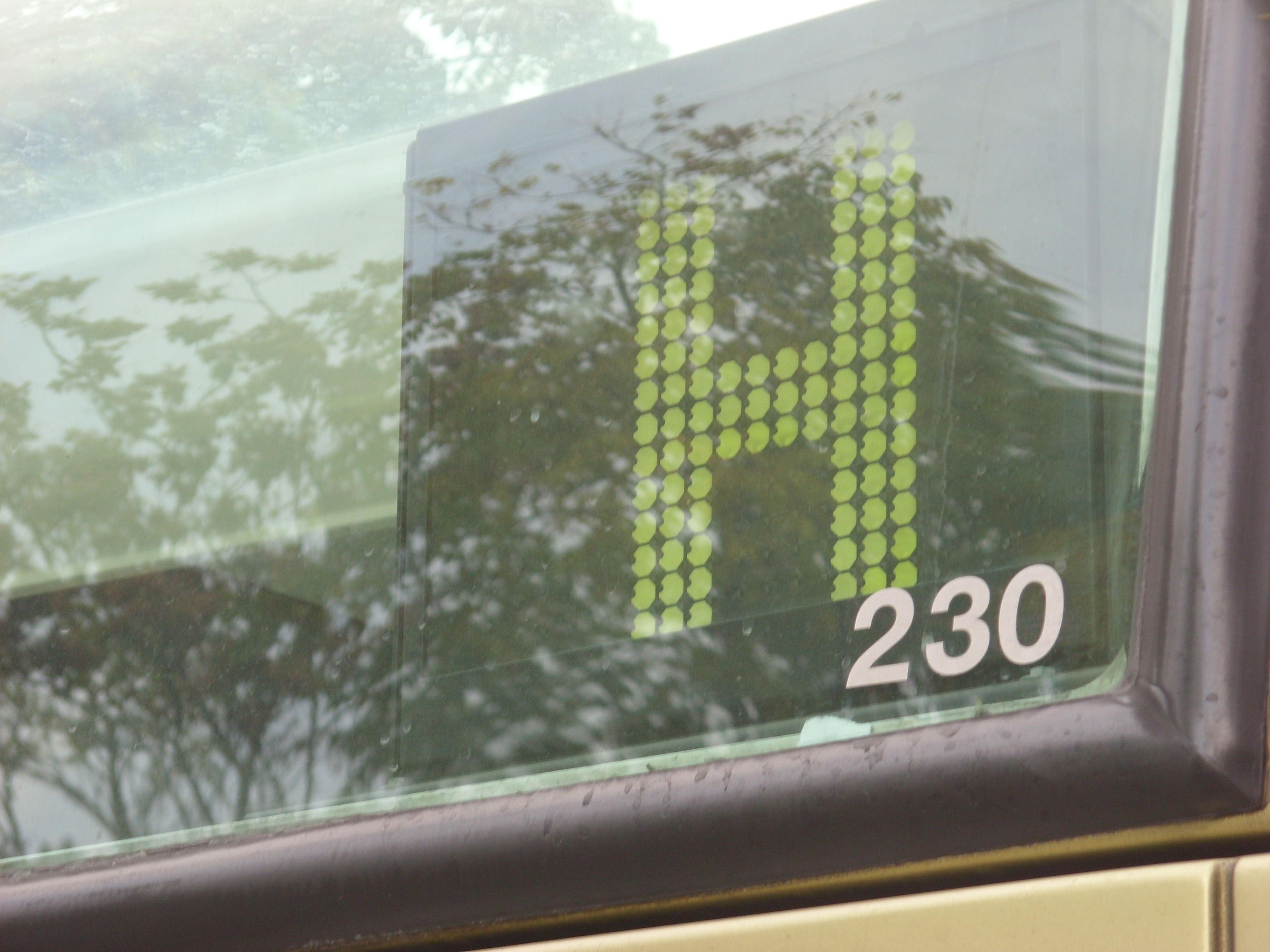
Détail d'une girouette à pastilles.

Les girouettes à pastilles sont composées d'une matrice de pastilles à double face, verte (devenant jaune avec l'usure) et noire. Un barreau défilant le long de la girouette retourne les pastilles sur leur côté noir ou vert afin de composer le texte ; ainsi, on voit un effet de « déroulement » de la girouette lorsqu'elle change. Ces girouettes sont habituellement éclairées par un néon.

### Bimode
Les girouettes bimode sont fréquemment utilisées sur les bus de la RATP. Ce système combine une girouette à bandeau pour les numéros de lignes et une girouette à pastille pour la destination. Elles sont remplacées depuis les années 2010 par des girouettes à diodes sur les véhicules neufs.

### Diode électroluminescente

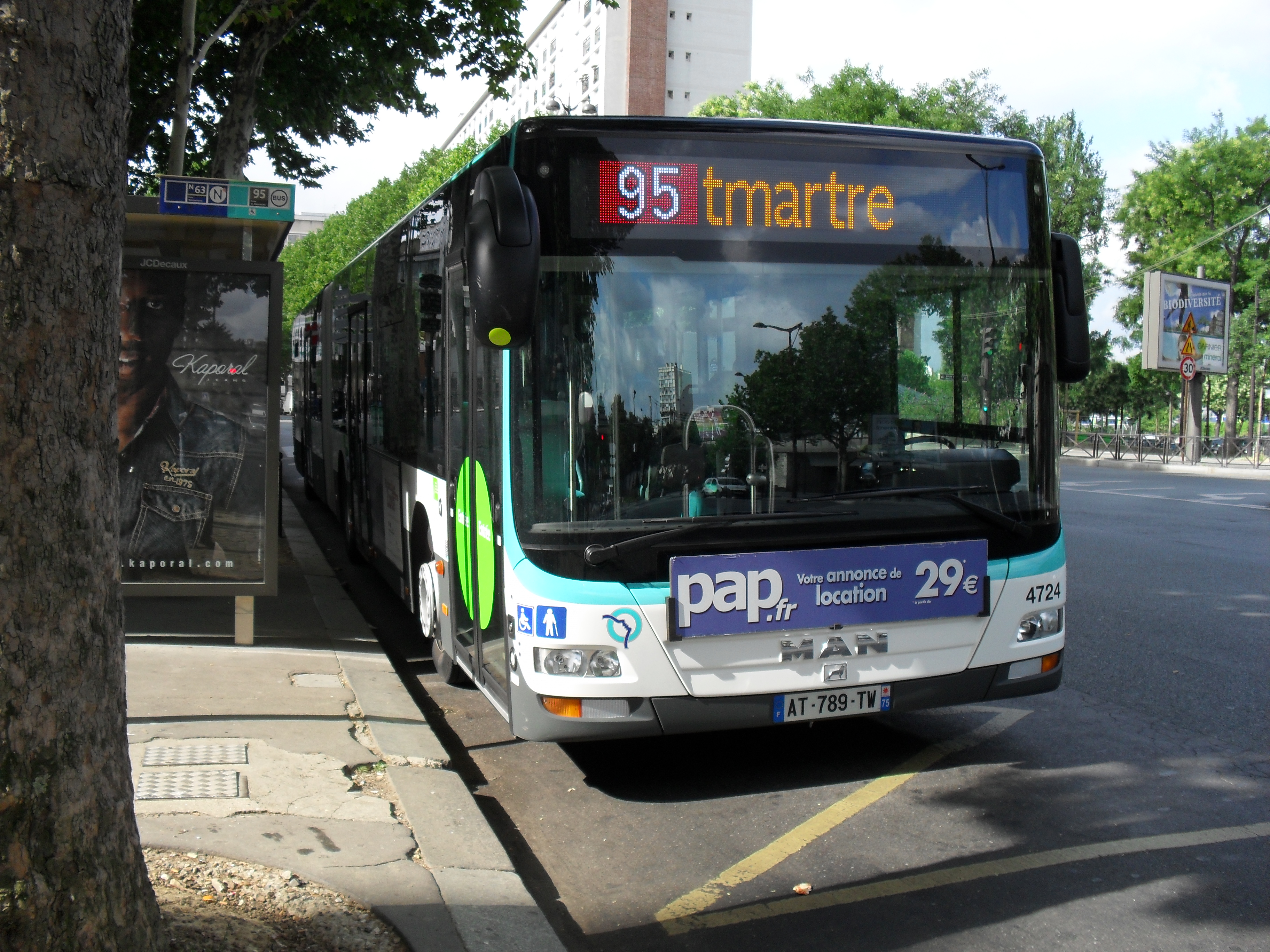
Girouette à diodes mixtes

Les girouettes à diode électroluminescente (ou LED), à l'inverse des girouettes à pastilles, sont composées de diodes électroluminescentes qui sont allumées ou non suivant le message à afficher. Il s'agit du type le plus couramment adopté aujourd'hui. 
Ces diodes sont généralement d'une seule couleur, mais peuvent parfois afficher plusieurs couleurs. Dans ce cas, les girouettes avant sont le plus souvent décomposées en deux blocs, le premier, le plus à gauche, pour l'affichage du numéro de la ligne comportant des diodes polychromes et le second, pour l'affichage de la destination, composé souvent uniquement de diodes orange (Les constructeurs proposent de plus en plus des girouettes avec des diodes blanches). Il existe aussi, de manière rarissime, des girouettes avant entièrement polychromes. 
Les girouettes arrière sont fréquemment totalement colorées. 

### Cristaux liquides
Les girouettes à cristaux liquides sont utilisées surtout dans les pays germaniques.